# Accident del Iak-42 a Turquia
El vol 4230 d'UM Airlines es va estavellar a Turquia, a la muntanya Pilav (40°48′24.77″N 39°39′21.86″I / 40.8068806, 39.6560722), prop de l'aeroport de Trebisonda el 26 de maig de 2003 amb 75 persones a bord. El passatge el formaven 62 militars espanyols, que tornaven a Espanya després de quatre mesos i mig de missió a l'Afganistan i el Kirguizstan; tots ells van morir, conjuntament amb tretze membres de la tripulació: dotze ucraïnesos i un ciutadà belarús.
Aquest accident aeri va ser la pitjor tragèdia de l'Exèrcit espanyol en tota la seva història en temps de pau. La commoció a Espanya va ser tal que el funeral d'Estat a Torrejón d'Ardoz, celebrat dos dies després del sinistre amb la presència dels reis d'Espanya i el príncep d'Astúries, i retransmès en directe per les cadenes de televisió d'àmbit nacional, es va convertir en l'espai més vist de la tarda des de feia diversos anys. El Govern espanyol va publicar un Reial decret al BOE pel qual es «declara dol oficial des de les 00 hores del dia 28 fins a les 24 hores del dia 29, del present mes de maig, durant les quals la Bandera Nacional onejarà a mitja asta en tots els edificis públics i bucs de l'Armada». Aquest dol oficial durant dos dies va ser declarat com a «testimoniatge del dolor de la Nació espanyola davant la defunció de seixanta-dos militars espanyols, en accident aeri ocorregut al seu retorn de la missió de pau desenvolupada a Afganistan, a proposta del president del Govern». S'han obert sis processos judicials arran de la tragèdia, quatre a Espanya i dos a Turquia.
La tragèdia ha estat esquitxada de diverses polèmiques. La primera va venir arran de la mala identificació dels cossos, que en alguns casos no van ser lliurats a les famílies correctament o, fins i tot, les restes de diverses persones van aparèixer barrejades en un mateix fèretre. Les identificacions dels cossos es van realitzar a Turquia i en molt poc temps, la qual cosa es va demostrar com l'origen dels errors. La segona gran polèmica es deu al mal estat de l'avió, circumstància de la qual ja havien advertit en nombroses ocasions els militars als seus comandaments. Tot i això, l'avió va realitzar el vol amb el fatal desenllaç. El dia 28 de maig de 2018 Turquia va informar el govern espanyol que s'havia trobat una cama d'un mort.

## Aeronau sinistrada
L'aeronau sinistrada era un Iàkovlev Iak-42D fabricat l'any 1988, amb matrícula UR-42352. Al moment de l'accident tenia 18.739 hores de vol.

### Polèmica sobre la seguretat de l'avió
Mesos abans del sinistre van arribar a Espanya notícies sobre el pèssim estat dels avions exsoviètics llogats per al transport de tropes. Per via legislativa, una diputada del PSOE va preguntar dos mesos abans de la catàstrofe sobre els vols en «avions les condicions dels quals no sembla que siguin les més òptimes». Els propis morts van expressar a les seves famílies i amics la seva preocupació i temor sobre viatjar en ells. El mateix dia de l'embarcament, José Antonio Fernández va dir a la seva dona "resa per mi que aquest avió és una merda". José Manuel Ripollés va relatar en un correu electrònic a un amic, quatre dies abans de l'accident: «són avions llogats a un grup de pirates aeris, que treballen en condicions límit, […] la veritat és que només amb veure les rodes i la roba tirada per la cabina et comença a donar taquicàrdia». Per la seva banda, Vicente Agulló va dir al seu pare «volen que volem en una tartana».
Per tot això, totes les esferes de la societat, immediatament després de l'accident, es van bolcar per descobrir la veritat. El diari El Mundo titulava els tres dies posteriors a l'accident: «62 militars d'elit espanyols moren en un avió ucraïnès llogat pel seu baix cost»;" Les víctimes van avisar a les seves famílies del mal estat de l'avió ucraïnès";" Familiars de les víctimes increpen al Govern en un emotiu funeral"; "Noruega va deixar de llogar el Iak-42 després de les denúncies dels seus militars".
Es té constància documental de catorze queixes realitzades per militars espanyols desplegats a l'Afganistan en dates prèvies al sinistre i que advertien de problemes diversos durant els viatges realitzats en els Iàkovlev-42, Iliuixin-76, Antónov-124 o Túpolev-154. Cal assenyalar,que Noruega va cancel·lar el contracte amb els Iak-42 després d'una única queixa, cursada de forma oficial, d'un militar que deia: «sortia oli dels motors, passem molta por [...], no donàvem crèdit al que vam veure, hi havia panells solts, cables pelats...» va assegurar passar més por en el viatge en el mateix Iak —que posteriorment s'estavellaria— que desactivant mines a Kabul.

### Desenvolupament de l'accident
El diumenge 25 de maig de 2003, sortien des de Kabul 53 militars espanyols que portaven quatre mesos i mig en una missió de manteniment de la pau a l'Afganistan, sota la Força Internacional ISAF. Formaven part d'ASPFOR IV, el quart contingent espanyol que estava al país, després de la guerra que succeïa els atemptats de l'11-S. La primera part del contingent va tornar a Espanya onze dies abans. Passaven de les 14.00 (hora espanyola) quan embarcaven a l'avió que els transportaria feia Espanya. El seu avió, de fabricació russa i de companyia i tripulació ucraïnesa, era un Iàkovlev Iak-42D fabricat vint anys enrere amb matrícula UR-42352.
Els 53 militars espanyols desapareguts van iniciar el viatge sobrevolant les altíssimes serralades afganeses, fins que van arribar a l'aeroport de Manas a la capital del Kirguizstan, a les 16.00 hora espanyola. En aquesta nova escala embarcarien els altres nou militars que portaven uns altres quatre mesos a la missió Llibertat Duradora, de suport aeri al desplegament dels seus companys a Kabul. Havia de ser una breu escala, però van ser sis hores i mitja de tensa espera per una mala planificació del vol. A les 22.40, hora espanyola, van partir cap a Turquia on havien de fer una nova escala. Els últims minuts només han quedat reflectits en les converses que van tenir els pilots amb la torre de control de Trebisonda, perquè la caixa negra de veu, CVR, estava espatllada des de feia un mes i mig.

### Les víctimes

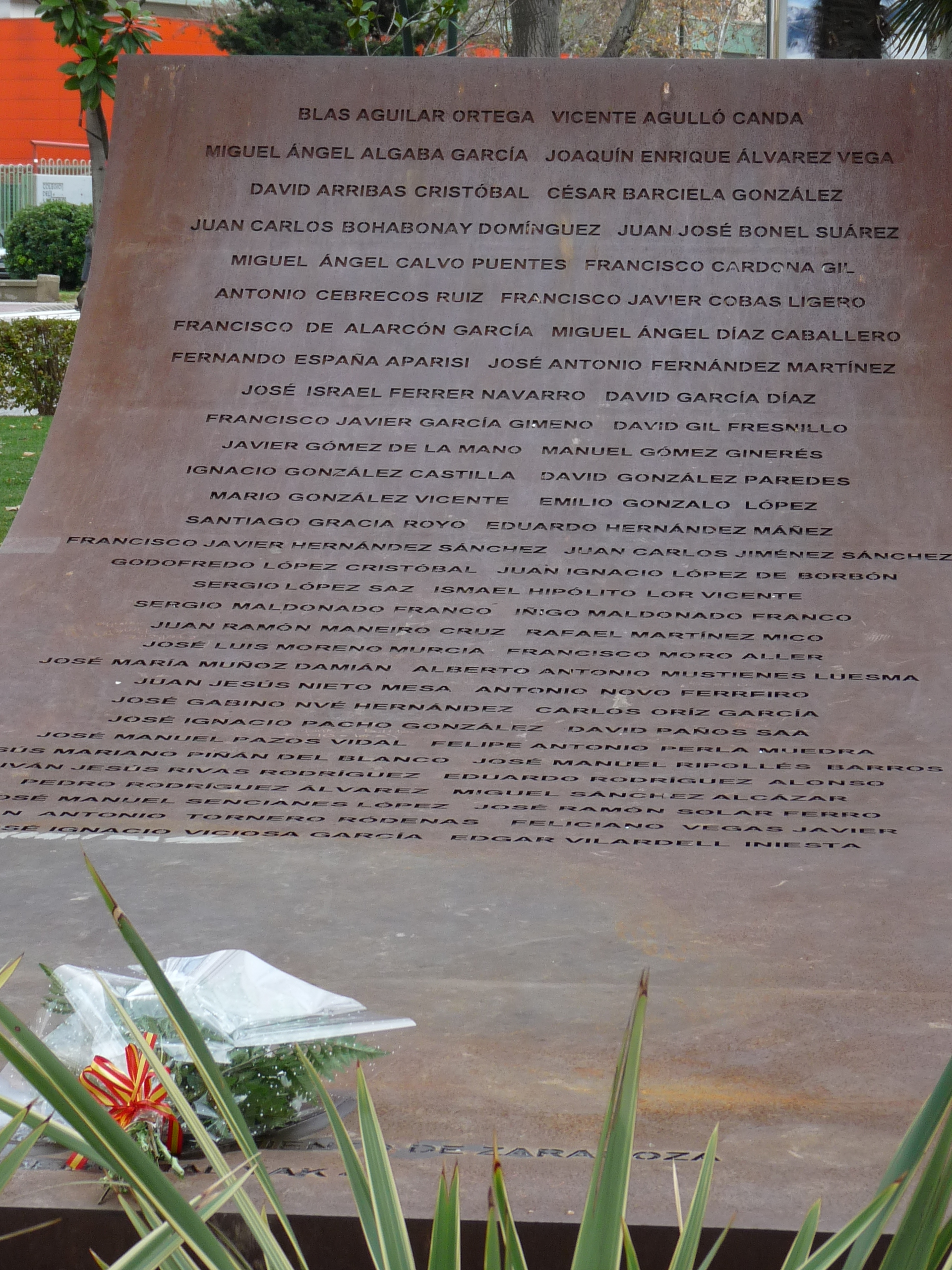
Monument en honor dels 62 morts de l'accident aixecat el 17 d'abril de 2007 en el Passeig de la Constitució, a Saragossa.

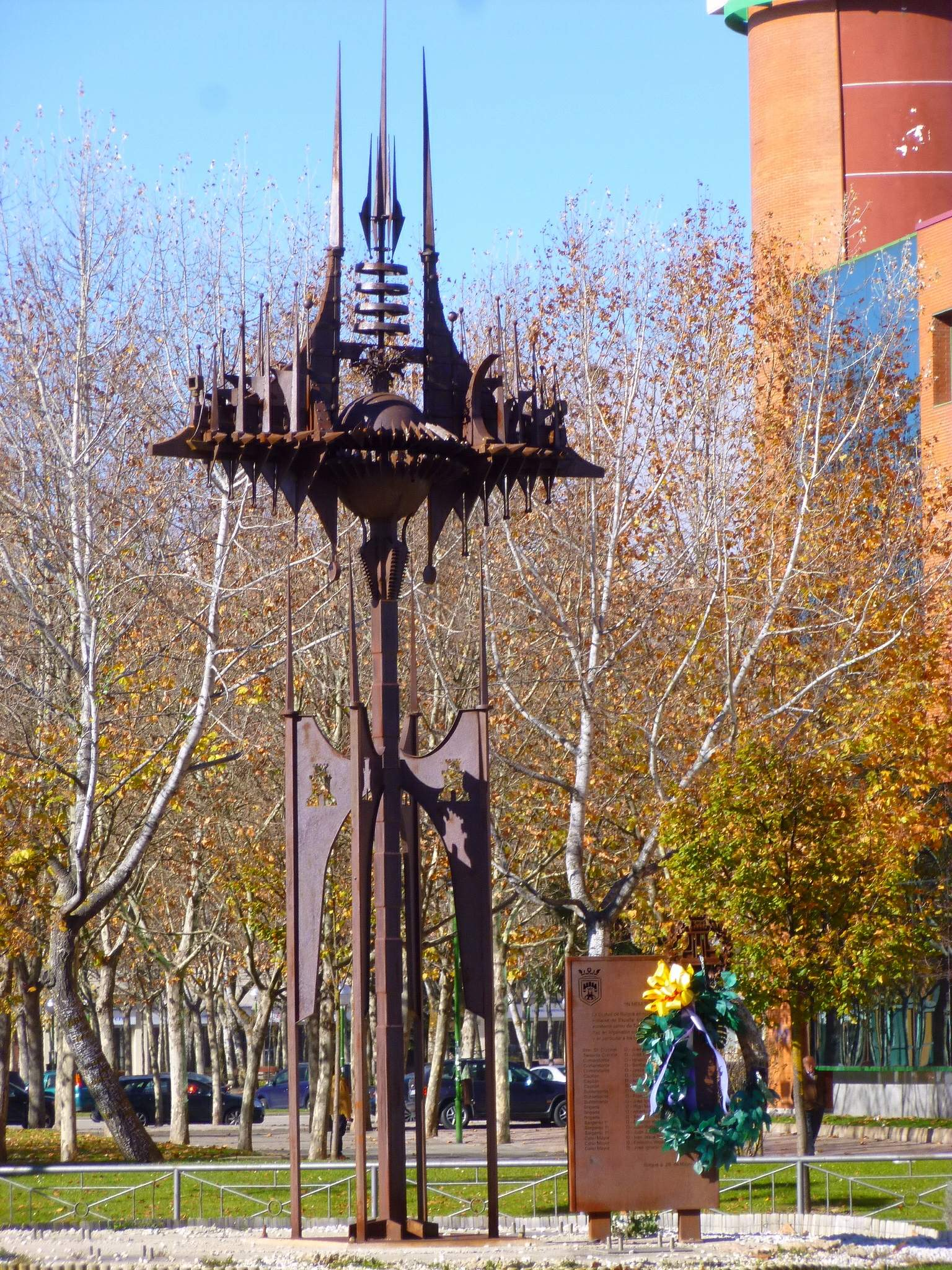
Monument, obra del descultor Cristino Díez, en honor dels caiguts en el sinistre aeri erigit el 27 de maig de 2013 al carrer Sant Roque de Burgos. Dels 62 militars espanyols perits en l'accident, 20 estaven destinats a la base burgalesa de Castrillo del Val.

La vida de 75 persones va acabar a les 3.12 a.m. (hora espanyola) del 26 de maig de 2003. Sortia el sol quan, a les 6.01 hores, s'anuncia d'última hora a RNE que els acaba d'arribar un teletip amb la notícia d'un accident d'avió i que pot haver-hi víctimes espanyoles. Als dotze minuts dona la notícia EP: «Un avió militar espanyol que tornava d'una missió a Kabul es va estavellar a la matinada d'avui dilluns prop de Trabzon, en el nord-est de Turquia, segons les cadenes de televisió turques». A partir d'aquest moment salta l'alarma a l'Exèrcit Espanyol perquè hi havia un avió tornava des de Kabul a Saragossa amb 62 militars espanyols. Es complien els pitjors presagis i aquell 26 de maig tenia lloc la major catàstrofe de l'Exèrcit en temps de pau i també el major accident en tota la història de les Forces Armades Espanyoles. El succés deixava de costat les eleccions autonòmiques del 25-M. Els morts eren naturals de totes les Comunitats Autònomes i de totes les Ciutats Autònomes, excepte de Balears i de Melilla:
| Nacionalitat |    |
| Víctimes     |    |
| Espanya      | 62 |
| Ucraïna      | 12 |
| Belarús      | 1  |
| Total        | 75 |

| Regió espanyola de naixement |          |
| Regió espanyola de naixement | Víctimes |
| ---------------------------- | -------- |
| Comunitat de Madrid          | 12       |
| Castella i Lleó              | 8        |
| Aragó                        | 7        |
| Comunitat Valenciana         | 5        |
| Castella-La Manxa            | 4        |
| Galícia                      | 4        |
| Cantàbria                    | 3        |
| Andalusia                    | 2        |
| Astúries                     | 2        |
| Catalunya                    | 2        |
| Ceuta                        | 2        |
| Extremadura                  | 2        |
| La Rioja                     | 2        |
| Canàries                     | 1        |
| Regió de Múrcia              | 1        |
| País Basc                    | 1        |
| Navarra                      | 1        |
| Ifni                         | 1        |
| Total                        | 60       |

Procedien professionalment de quatre ciutats:
- Saragossa: 21 militars
- Burgos: 20 militars
- València: 13 militars
- Madrid: 8 militars

Dels 62 morts espanyols, 60 eren nascuts a Espanya —un nascut a la província d'Ifni, llavors espanyola—, un nascut a França i un altre nascut a Guinea Equatorial. L'edat mitjana dels militars morts era de 30 anys. Un dels morts, Iñaki López de Borbó, era un cosí tercer del Rei Joan Carles I a través de la seva mare.

### Els 62 militars espanyols
| N.º | Nom                                | Edat | Graduació      | Exèrcit       | País d'origen     | Localitat d'origen                    |
| 1   | José Ramón Solar Ferro             | 50   | Tinent coronel | Terra         | Espanya           | Noja (Cantàbria)                      |
| 2   | Felipe Antonio Perla Muedra        | 48   | Comandant      | Terra         | Espanya           | Madrid                                |
| 3   | José Manuel Ripollés Fangs         | 44   | Comandant      | Terra         | Espanya           | Sidi Ifni                             |
| 4   | Antonio Novo Ferreiro              | 40   | Comandant      | Terra         | Espanya           | Guitiriz (Lugo)                       |
| 5   | José Antonio Fernández Martínez    | 41   | Comandant      | Terra         | Espanya           | Madrid                                |
| 6   | Javier García Jimeno               | 36   | Comandant      | Guàrdia Civil | Espanya           | Ceuta                                 |
| 7   | Jesús Mariano Piñán del Blanc      | 36   | Capità         | Terra         | Espanya           | Gijón (Astúries)                      |
| 8   | José María Muñoz Damián            | 40   | Capità         | Terra         | Espanya           | Zaragoza                              |
| 9   | Juan Ignacio López de Borbó        | 36   | Capità         | Terra         | Espanya           | Madrid                                |
| 10  | Ignacio González Castella          | 32   | Capità         | Terra         | Espanya           | Madrid                                |
| 11  | Manuel Gómez Ginerés               | 28   | Capità         | Terra         | Espanya           | Navarra                               |
| 12  | Santiago Gracia Royo               | 31   | Capità         | Terra         | Espanya           | Zaragoza                              |
| 13  | David Arribas Cristóbal            | 28   | Tinent         | Terra         | Espanya           | Burgos                                |
| 14  | Antonio Cebrecos Ruiz              | 27   | Tinent         | Terra         | Espanya           | Cantàbria                             |
| 15  | David Gil Fresnillo                | 28   | Tinent         | Aire          | Espanya           | Segòvia                               |
| 16  | Sergio Maldonado Franco            | 33   | Tinent         | Terra         | Espanya           | Herrera de Pisuerga (Palència)        |
| 17  | Mario González Vicente             | 27   | Tinent         | Terra         | Espanya           | Madrid                                |
| 18  | David Paños Saa                    | 30   | Alferes        | Aire          | Espanya           | Madrid                                |
| 19  | Godofredo López Cristóbal          | 52   | Sotstinent     | Terra         | Espanya           | Valdeolivas (Conca)                   |
| 20  | Joaquín Álvarez Vega               | 50   | Sotstinent     | Aire          | Espanya           | Sant Esteban de Pravia (Astúries)     |
| 21  | Francisco Moro Aller               | 42   | Brigada        | Aire          | Espanya           | Valdesogo (León)                      |
| 22  | Pedro Rodríguez Álvarez            | 40   | Brigada        | Aire          | Espanya           | Sotes (La Rioja)                      |
| 23  | Emilio Gonzalo López               | 41   | Brigada        | Terra         | Espanya           | Madrid                                |
| 24  | José Ignacio Pacho González        | 41   | Brigada        | Terra         | Espanya           | Biscaia                               |
| 25  | Francisco Javier Cobas Lleuger     | 41   | Brigada        | Terra         | Espanya           | Ceuta                                 |
| 26  | Eduardo Rodríguez Alonso           | 39   | Brigada        | Aire          | Espanya           | Sotes (La Rioja)                      |
| 27  | José María Pazos Vidal             | 45   | Brigada        | Aire          | Espanya           | Marín (Pontevedra)                    |
| 28  | Juan José Bonel Suárez             | 39   | Brigada        | Terra         | Espanya           | Madrid                                |
| 29  | César Barciela González            | 44   | Brigada        | Terra         | Espanya           | Vigo (Pontevedra)                     |
| 30  | Juan Carlos Jiménez Sánchez        | 39   | Brigada        | Terra         | Espanya           | Madrid                                |
| 31  | Miguel Ángel Díaz Caballero        | 39   | Brigada        | Terra         | Espanya           | Granada                               |
| 32  | Miguel Ángel Algaba García         | 38   | Sergent 1r.    | Aire          | Espanya           | Madrid                                |
| 33  | José Manuel Sencianes López        | 39   | Sergent 1r.    | Aire          | Espanya           | Màlaga                                |
| 34  | José Luis Moreno Murcia            | 37   | Sergent 1r.    | Aire          | Espanya           | Barcelona                             |
| 35  | Ismael Hipòlit Lor Vicente         | 43   | Sergent 1r.    | Aire          | Espanya           | Zaragoza                              |
| 36  | Rafael Martínez Mico               | 38   | Sergent 1r.    | Terra         | Espanya           | Alfafar (València)                    |
| 37  | Francisco d'Alarcón García         | 40   | Sergent 1r.    | Terra         | Espanya           | València                              |
| 38  | Alberto Antonio Mustienes Luesma   | 35   | Sergent 1r.    | Terra         | Espanya           | Zaragoza                              |
| 39  | Blas Aguilar Ortega                | 37   | Sergent 1r.    | Terra         | França            | Vaucluse                              |
| 40  | Iñigo Maldonado Franco             | 32   | Sergent 1r.    | Terra         | Espanya           | Herrera de Pisuerga (Palència)        |
| 41  | Juan Antonio Tornero Rodenas       | 31   | Sergent 1r.    | Aire          | Espanya           | Albacete                              |
| 42  | Sergio López Saz                   | 32   | Sergent 1r.    | Terra         | Espanya           | Zaragoza                              |
| 43  | Francisco Javier Hernández Sánchez | 29   | Sergent 1r.    | Terra         | Espanya           | Murcia                                |
| 44  | Juan Ramón Maneiro Cruz            | 33   | Sergent        | Terra         | Espanya           | Madrid                                |
| 45  | Miguel Sánchez Alcázar             | 35   | Sergent        | Terra         | Espanya           | Villanueva dels Infants (Ciudad Real) |
| 46  | David González Parets              | 31   | Sergent        | Terra         | Espanya           | Zaragoza                              |
| 47  | Eduardo Hernández Mañez            | 33   | Sergent        | Terra         | Espanya           | València                              |
| 48  | Juan Jesús Nieto Mesa              | 29   | Sergent        | Terra         | Espanya           | Montehermoso (Càceres)                |
| 49  | José Gabino Nve Hernández          | 32   | Sergent        | Terra         | Guinea Equatorial | Bata (Riu Muni)                       |
| 50  | Francisco José Cardona Gil         | 28   | Sergent        | Aire          | Espanya           | València                              |
| 51  | Fernando Espanya Aparisi           | 29   | Cap 1r.        | Aire          | Espanya           | València                              |
| 52  | Feliciano Vegas Javier             | 33   | Cap 1r.        | Terra         | Espanya           | Càceres                               |
| 53  | Vicente Agulló Tanca amb clau      | 30   | Cap 1r.        | Aire          | Espanya           | Lalín (Pontevedra)                    |
| 54  | Iván Jesús Rivas Rodríguez         | 24   | Cap 1r.        | Terra         | Espanya           | Salamanca                             |
| 55  | Juan Carlos Bohabonay Domínguez    | 30   | Cap 1r.        | Aire          | Espanya           | Las Palmas                            |
| 56  | José Ignacio Viciosa García        | 23   | Cap 1r.        | Terra         | Espanya           | Palencia                              |
| 57  | Javier Gómez de la Mà              | 27   | Cap            | Aire          | Espanya           | León                                  |
| 58  | José Israel Ferrer Navarro         | 26   | Cap            | Terra         | Espanya           | Albacete                              |
| 59  | David García Díaz                  | 22   | Cap            | Aire          | Espanya           | Santander (Cantàbria)                 |
| 60  | Edgar Vilardell Iniesta            | 22   | Soldat         | Aire          | Espanya           | l'Hospitalet de Llobregat (Barcelona) |
| 61  | Miguel Ángel Calb Ponts            | 21   | Soldat         | Aire          | Espanya           | Madrid                                |
| 62  | Carlos Oriz García                 | 19   | Soldat         | Aire          | Espanya           | Zaragoza                              |

### Els 12 tripulants ucraïnesos i el belarús
| N.º | Nom                 | Edat | Càrrec                  | País d'origen | Ciutat   |
| 1   | Volodymyr Kutsenko  | 38   | Pilot                   | Ucraïna       | Kíev     |
| 2   | Mykola Sytnyk       | 57   | Pilot                   | Ucraïna       | Kíev     |
| 3   | Ihor Pylypianko     | 31   | Copilot                 | Ucraïna       | Boryspil |
| 4   | Serhii Slatvinskyi  | 37   | Copilot                 | Ucraïna       | Kíev     |
| 5   | Vancheslav Ferents  | 38   | Enginyer de vol         | Ucraïna       | Kíev     |
| 6   | Dmytro Shyrokov     | 36   | Enginyer de vol         | Ucraïna       | Kíev     |
| 7   | Yevhen Berezovskyi  | 37   | Enginyer                | Ucraïna       | Boryspil |
| 8   | Mykola Hutrin       | 45   | Enginyer                | Ucraïna       | Kíev     |
| 9   | Yulia Holovina      | 23   | Hostessa                | Ucraïna       | Kíev     |
| 10  | Yulia Hladka        | 24   | Hostessa                | Ucraïna       | Kíev     |
| 11  | Katerina Moshkovich | 23   | Hostessa                | Ucraïna       | Kíev     |
| 12  | Oleksndr Yanchenko  | 34   | Assistent de vol        | Ucraïna       | Boryspil |
| 13  | Dmitri Molochka     | 46   | Representant aerolínia? | Belarús       | ?        |

## La polèmica sobre l'estat i la seguretat dels avions

### Canvis després del sinistre
- Prohibició de contractar transport de tropes mitjançant Namsa.
- Instrucció del JEMAD, perquè en tots els vols civils amb militars un oficial redacti un informe sobre les incidències sorgides.
- Pla especial d'Inspecció i Certificació per a tots els helicòpters de les FAS.
- Dret per part de l'Estat Major a inspeccionar tècnicament els avions.
- Els vols a l'exterior amb tropes es realitzaran en avions espanyols de passatgers.
- Cessament de la Cúpula militar al moment de l'accident, després de confirmar-se l'escàndol de les falses identificacions el 25 de juny de 2004.
- Cessament dels generals Vicente Carlos Navarro Ruiz i José Antonio Beltrán Donya, el 9 de juliol de 2004, com a responsables de la signatura del document que acreditava la repatriació de 30 militars sense identificar.
- Ordre Ministerial 200/2004, d'11 de novembre.
- Reial decret 2218/2004, de 26 de novembre.
- Reial decret 2394/2004, de 30 de desembre.
- Reial decret Llei 8/2004, de 5 de novembre.

### La reprovació moral al Congrés
La Comissió de Defensa del Congrés va aprovar el 29 de juny de 2005, per 22 vots (PSOE, ERC, IU, PNB i Grup Mixt) contra 15 (PP), la reprovació de l'exministre de Defensa Federico Trillo pel cas Iak-42. Aquesta resolució declarava que «la responsabilitat dels poders públics per les greus negligències detectades en el seguiment i control de la contractació del vol de l'avió sinistrat, així com els importants errors del procés d'identificació de cadàvers, durant el qual es va constatar a més un constant i clar menyspreu a les famílies, no correspon exclusivament a les instàncies militars, sinó que afecta directament a les autoritats polítiques, en concret al ministre de Defensa Federico Trillo, que exercia les màximes funcions de direcció de l'Administració Militar i de la defensa en el temps que van tenir lloc els fets».
Trillo, no obstant això, va atribuir a l'Estat Major de la Defensa i al que en moment de la tragèdia era Cap del Comandament Aeri de Llevant i en aquella data director de la Guàrdia Civil amb el PSOE, Carlos Gómez Arruche, la responsabilitat per la tragèdia, i va al·legar que la seva pròpia responsabilitat estava satisfeta perquè Aznar va rebutjar la seva dimissió la nit dels funerals d'Estat, dos dies després de l'accident. «Ningú pot ser condemnat sense ser escoltat», es va justificar Trillo. El coordinador d'IU, Gaspar Llamazares, li va recordar que no estava en un judici. Però la dependència on es va celebrar el debat recordava una sala de Justícia. En comptes de l'habitual disposició en forma d'aula, els diputats es van asseure a dreta (PP) i esquerra (els altres) de l'estrada on s'aixecava la taula, a mode de tribunal. La diferència és que ningú va poder interrogar-lo i va utilitzar la flexibilitat del president, que li va cedir la paraula sense límit de temps, per passar del paper d'acusat al d'acusador, un canvi subratllat pels gestos del dit índex de la seva mà dreta. Va començar per la mateixa comissió, a la qual va recriminar per incórrer en una «greu perversió del funcionament del sistema democràtic», i va acabar amb el seu successor al capdavant de Defensa, José Bono, a qui va tractar de mentider. Familiars de víctimes van exigir la dimissió com a diputat de Trillo dins dels passadissos del Congrés, fet que va portar gran polèmica a posteriori.

### L'informe oficial de l'accident
El 29 de juliol de 2005 es publica l'Informe Oficial de l'Accident del vol UR-42352, elaborat per la Direcció general d'Aviació Civil turca. Aquest informe, signat per Ferudum Seren (President), Sükrü Tarhan (Membre i Director de Tràfic Aeri en funcions), Gaye Betül Dogan (membre i cap del Departament de Tràfic Aeri), Nuri Sakarya (Membre i Comandant pilot) i Aytac Llaures (Membre i Enginyer Aeronàutic) es va realitzar prenent com a base el procediment previst en l'Annex 13 de l'OACI, i en la seva elaboració hi van participar representants acreditats d'Espanya, en nom de les víctimes, d'Ucraïna, com a Estat del registre i operador de l'aeronau, i de Rússia, com a Estat dissenyador i fabricant de l'aeronau, amb els seus corresponents assessors. Cal assenyalar que en l'Annex 13 de l'OACI no es preveu que el país de les víctimes participi en la recerca, ni que ho faci mitjançant un equip militar, quan es tracta un avió de línia civil. El text de l'enllaç va ser traduït del turc per quatre traductors de la llista proporcionada per l'ambaixada de Turquia i va ser publicat en castellà després de la revisió d'estil i la comprovació de la correspondència o no entre les versions en castellà dels textos turc i anglès, realitzada per l'Oficina d'Interpretació de Llengües del Ministeri d'Afers exteriors i Cooperació.
D'aquest informe oficial es destaca el següent:
- El vol comptava amb dotze tripulants més un inspector de vol. Les tripulacions estaven doblades (quatre pilots, dos enginyers de vol, sis tripulants de cabina i un inspector de vol), per permetre l'adequat descans de les tripulacions segons la normativa ucraïnesa. (Pàgina 13)
- Tota la tripulació, excepte una hostessa, que podia estar en el seu període de descans, va donar negatiu en la prova d'alcoholèmia. (Pàgina 14)
- La tripulació estava perfectament qualificada, segons la Direcció general d'Aviació Civil ucraïnesa i l'OACI, i comptava amb una elevada experiència de vol (Comandant Kutsenko: 6150 hores totals i 2.490 hores en Iak-42, Primer Oficial Slatvinsky: 3.659 hores, i l'enginyer de Vol Ferents: 3.453 hores). (Pàgina 60)
- En l'accident no hi va influir res relacionat amb la salut de la tripulació. (Pàgina 60)
- Tota l'aeronau estava en regla segons la normativa internacional aplicable. (Pàgina 60)
- L'accident no es va deure a errors estructurals ni dels motors i en l'informe es descarten errors en el manteniment o deficiències tècniques com a origen de l'accident. (Pàgina 60)
- La tripulació comptava amb 4 hores i 45 minuts de vol i més de 23 hores de servei, al moment de l'accident. (Pàgina 65)
- Segons l'informe, sembla demostrat que la tripulació va perdre la consciència de la situació, o de la seva posició espacial, en algun moment del vol. (Pàgina 66)
- La companyia UM AIR Company operava sota responsabilitat de la coalició internacional liderada per EE. UU.. (Pàgina 76)
- Les tripulacions estaven habilitades per l'Autoritat d'Aviació Civil d'Ucraïna. (Pàgina 77)
- L'aeronau comptava amb combustible suficient per a la ruta i per anar a l'aeroport alternatiu en cas de necessitat. (Pàgina 77)
- Les condicions meteorològiques no impedien l'aterratge a l'aeroport de Trebisonda al moment de l'accident. (Pàgina 77)
- La quantitat de combustible indicat no es corresponia amb el real (hi havia més combustible que l'indicat). (Pàgina 79)
- L'accident es va produir per un vol controlat contra el terreny, o per les seves sigles en anglès CFIT, presumptament per errors de la tripulació deguts al cansament (pàgina 80).
- El resum de les causes de l'accident és el següent (pàgina 80):
- # Pèrdua de la consciència de la situació per la fatiga de la tripulació.
- # Incompliment per part de la tripulació dels procediments normalitzats.
- # Aproximació realitzada per la tripulació amb falta de precisió.
- # Utilització incorrecta dels instruments i sistemes de vol automàtics.
- # Insuficient formació LOFT (Capacitació Orientada al Vol de Línies Aèries), CRM (Gestió de recursos de Cabina) i ALAR (Prevenció d'Accidents durant Aproximació i Aterratge) per part de la tripulació.
- # Descens per sota de l'altitud mínima en zona, que va provocar un impacte per Vol Controlat Contra el Terreny o CFIT.

Entre les recomanacions de l'informe destaquen:
- Per al Departament de Transport Aeri de l'Estat d'Ucraïna:

1. Informar a totes les línies i a les tripulacions del contingut de l'informe.
2. Estimular el compliment dels requisits ATC i dels procediments d'aproximació dels Estats als quals es dirigeixin els seus vols.
3. Revisió de les normes per a l'establiment de les hores de treball i períodes de descans de les tripulacions, especialment quan cobreixen vols de llarga distància amb tripulacions duplicades o reforçades.
4. Promoure la formació CFIT de les tripulacions de línies aèries i que es garanteixi aquesta formació d'acord amb els requisits de l'OACI.

- Per a UM Air Company:

1. Elaborar un SOP (Standard Operating Procedure) que cobreixi tot tipus d'aproximacions instrumentals i transicions des d'instrumental a visual i circuits de tràfic per a tots els tipus d'aeronaus que tingui la companyia.
2. Proporcionar i actualitzar la formació CRM, CFIT, ALAR i LOFT.
3. Formar adequadament als pilots d'acord amb l'Annex 6, apartat 9-4.3.4, de les normes de la'OACI, proporcionant una oportuna documentació didàctica, vídeos, pel·lícules o fotografies.
4. Garantir el manteniment obligatori de les línies, les revisions mèdiques i controls a la tripulació previs als vols i les revisions generals que satisfacin adequadament els requisits de la companyia i dels manuals de vol i que s'estableixin, quan sigui necessari, noves regulacions.

- Per a l'Autoritat d'Aviació Civil de Turquia:

1. Que s'informi a tots els controladors aeris i a les línies aèries del contingut de l'informe.
2. Que s'assigni un dispositiu ATIS (Servei Automàtic d'Informació Terminal) a l'actual sistema AWOS (Sistema Automàtic d'Observació Meteorològica) de l'aeroport de Trabzon per a transmissió oral als pilots, a través d'una freqüència determinada, de les observacions meteorològiques en temps real.
3. Es recomana l'adquisició per part de l'aeroport de Trabzon d'un radar d'aproximació, a la vista del previsible augment en el tràfic en el futur.

## Els procediments judicials a Turquia
Van existir dos procediments judicials oberts a Turquia a causa de la tragèdia Iak-42.
- El primer va ser el mateix dia de l'accident i d'ofici, quan la Fiscalia General de Maçka va obrir el procediment penal 2003/211. En ell es van investigar els possibles delictes comesos a terra turc per negligència en l'accident, i no de no evitar-ho que és la part que s'investiga a Espanya. El 23 de gener de 2006 es va publicar la sentència del Fiscal Nebi Kurtgoz: «Encara que l'accident es va produir per la negligència de la tripulació formada per Kutsenkok Volodymyr Nikohrvich (Capità), Slatvinskyi Serhii Federovich (2n. pilot) i Ferents Vancheslav Borisorich (Enginyer de vol... han perdut la seva vida, no hi ha lloc a obrir un procés legal contra ells».[22]
- El segon procediment es va obrir a instàncies dels familiars de la tripulació, mitjançant l'advocat Serbulent Baykan. Abans del primer aniversari van presentar una demanda en la qual responsabilitzen de l'accident als controladors aeris de l'aeroport de Trabzon i els reclamen 2,5 milions per la pèrdua dels seus éssers estimats. Argumenten que en les converses del pilot amb la torre de control aquesta no li va advertir que no girés al sud, per on està prohibit. El cas va acabar arxivat.[23]

## Els procediments judicials a Espanya
Es van obrir cinc procediments judicials a Espanya com a conseqüència de la tragèdia del Iak-42. El darrer episodi d’aquests procediments va ser l'indult del Consell de Ministres del 20 d'abril de 2012 concedit als dos darrers militars condemnats. A continuació s'expliquen detalladament els diferents procediments.
- La via penal, davant l'Audiència Nacional, que es desglossa en dos procediments:

El primer procediment va ser obert a l'octubre de 2003 i va investigar les responsabilitats de sis alts comandaments militars imputats per la imprudència comesa en contractar l'aparell, arxivat al maig de 2012.
El segon, per la seva banda, va començar al març de 2004 i va durar fins al març de 2010 amb la confirmació del Tribunal Suprem de la condemna per falsedat documental als tres militars que van identificar de manera falsa a les víctimes.
- La via penal, davant el Tribunal Suprem, contra el ministre de Defensa quan va succeir l'accident, Federico Trillo, en estar aforat i no poder ser jutjat ordinàriament. El 18 de novembre de 2003, l'Associació per a la Defensa i Progrés dels Interessos Ciutadans (Politeya), de l'advocat Víctor Hortal, va presentar la primera querella i es va crear la causa especial 1276/2003. Més tard, el 21 d'abril de 2004, en va presentar una altra l'Associació d'Estudis Penals de l'advocat Emilio Rodríguez Menéndez. Ambdues van ser arxivades el 3 de setembre de 2004[24] perquè ja s'havia iniciat procés penal en l'Audiència Nacional. Finalment, en vespres del cinquè aniversari -prop de la possible prescripció dels delictes per imprudència- el jutge titular del Jutjat Central d'Instrucció núm. 3 de l'Audiència Nacional, Fernando Grande-Marlaska (que va substituir en 2007 a la jutgessa Teresa Palacios) va enviar de nou al TS la petició de l'Associació de Familiars d'imputar-li, però el mateix dia de l'aniversari, el 26 de maig de 2008, el TS va contestar que no se li podia imputar si l'instructor no enumerava els indicis de criminalitat contra ell.[25]
- La via civil, davant el Jutjat de Primera Instància i Instrucció de Saragossa, obert al febrer de 2004, va investigar les responsabilitats de l'aerolínia, el seu contractista i la seva asseguradora en la catàstrofe. El març de 2010, el Jutjat va condemnar a les empreses a indemnitzar a les víctimes, sentència reafirmada al novembre de 2010 per l'Audiència Provincial de Saragossa. Les empreses van recórrer en última instància al Tribunal Suprem, el Tribunal Constitucional i un Tribunal alemany. Tots van rebutjar els seus recursos i a l'octubre de 2014 les famílies van rebre la seva indemnització.[26]
- La via patrimonial davant el Ministeri de Defensa es va iniciar a l'octubre de 2003 i es va anar sumant amb la major part de les famílies, fins al primer aniversari, data de la seva prescripció.[27] Però va quedar suspesa quan es va iniciar la via penal, que es va arxivar al maig de 2012. El Jutge militar va reactivar l'expedient al març de 2013, pendent de resolució.[28]

### Els judicis orals per l'accident
- Primer judici:

24 de gener de 2006 - 25 de gener de 2006: Celebrat a la Fira de Mostres de Saragossa, el primer judici civil va arribar 2 anys i 8 mesos després de la tragèdia. Hi van comparèixer sis testimonis (entre ells un dels imputats per imprudència en la tragèdia), tres pèrits i dos de les empreses demandades. La tercera va ser declarada en rebel·lia per la incompareixença. La vista es va desenvolupar en dues úniques sessions.
- Segon judici:

24 de març de 2009 - 21 d'abril de 2009: Celebrat a l'Audiència Nacional, va ser el primer judici penal del cas. Hi van declarar 26 testimonis (entre ells 10 alts comandaments militars, vuit familiars de les víctimes, i els dos forenses turcs que van participar en les identificacions), 13 pèrits i els tres imputats per les falses identificacions de 30 dels morts. La vista es va desenvolupar en nou sessions.
- Tercer judici:

1 de febrer de 2010 - 4 de febrer de 2010: Celebrat al Jutjat de 1ª Instància de Saragossa, va ser el segon judici civil del cas. Hi van comparèixer vuit testimonis (entre ells tres dels imputats per imprudència en la tragèdia), quatre pèrits i les tres empreses demandades. La vista es va desenvolupar en quatre sessions.

## Procediment 366/03 a l'Audiència Nacional

### El procés
| Denúncia | Arxiu 1  | Reobertura 1 | Instrucció 1      | Arxiu 2  | Reobertura 2 | Imputats            | Instrucció 2 | Arxiu 3    | Arxiu 4    |
| -------- | -------- | ------------ | ----------------- | -------- | ------------ | ------------------- | ------------ | ---------- | ---------- |
| 31/10/03 | 13/11/03 | 15/07/2004   | 2 anys i 10 mesos | 01/06/07 | 22/01/08     | 20/05/08 i 29/03/11 | 4 anys       | 02/02/2012 | 17/05/2012 |

### Imputats
| Càrrec           | Nom                                 | Lloc                                                             | Naixement | Data imputació     | Processament | Delicte                        | Condemna |
| ---------------- | ----------------------------------- | ---------------------------------------------------------------- | --------- | ------------------ | ------------ | ------------------------------ | -------- |
| Almirall General | Antonio Moreno Barberá              | Cap de l'Estat Major de la Defensa, JEMAD                        | 1940      | 20 de maig de 2008 | No processat | Homicidi imprudent per omissió | Absolt   |
| Tinent General   | Juan Luis Ibarreta Manella          | Cap de l'Estat Major Conjunt, JEMACON                            | 1943      | 20 de maig de 2008 | No processat | Homicidi imprudent per omissió | Absolt   |
| Vicealmirall     | José Antonio Martínez Sainz-Fregues | Cap de la Divisió d'Operacions del EMACON, JEDIVOP               | 1946      | 20 de maig de 2008 | No processat | Homicidi imprudent per omissió | Absolt   |
| Coronel          | Joaquín Yáñez González              | Cap de la Secció Logística de la Divisió d'Operacions del EMACON | 1951      | 20 de maig de 2008 | No processat | Homicidi imprudent per omissió | Absolt   |
| Coronel          | Alfonso Elías Lorenzo Taboada       | Secció Logística de la Divisió d'Operacions del EMACON           | 1962      | 20 de maig de 2008 | No processat | Homicidi imprudent per omissió | Absolt   |
| Tinent Coronel   | Abraham Ruiz López                  | Enllaç de la Divisió de Planes del EMACON davant l'OTAN          |           | 29 de març de 2011 | No processat | Homicidi imprudent per omissió | Absolt   |

### 2003-2007: La jutgessa Teresa Palacios investiga la imprudència en la contractació de l'avió
El 31 d'octubre de 2003 es va presentar la primera denúncia a l'Audiència Nacional, per la via penal, en nom de l'Associació de Víctimes del Iak-42, amb l'objectiu que el jutjat esclarís les causes del sinistre mitjançant la recerca de diverses irregularitats. Es va sol·licitar que s'aclarís si l'Administració havia comès un delicte d'omissió amb resultat de mort, previst en l'article 11 del Codi penal. La denúncia no anava contra persones concretes, sinó que havia de ser la recerca qui determinés les responsabilitats, per això es demanava que declaressin els responsables del Ministeri de Defensa.
El 13 de novembre de 2003 la jutgessa titular del Jutjat Central d'Instrucció núm. 3 de l'Audiència Nacional, Teresa Palacios (l'any 2007 va ser substituïda pel jutge Fernando Grande-Marlaska), va rebutjar la competència per investigar la denúncia, assegurant que «les irregularitats atribuïdes a Defensa van tenir lloc, en tot cas, en territori nacional» pel que la recerca correspondria a altres òrgans judicials i, per tant, la seva seu judicial era aliena de la recerca. Els advocats de les famílies Gai-Vendrell van recórrer la decisió i van etzibar indefensió per part de la jutgessa al no assenyalar quin tribunal era competent per investigar el cas, com diu la Llei d'Enjudiciament Criminal.
La vista per revisar els recursos d'apel·lació va ser el 12 de juliol de 2004. En ella, el fiscal Pedro Rubira va defensar la competència de l'Audiència Nacional per investigar l'accident de l'avió Iak-42 i les responsabilitats derivades. Fins a aquell moment, la Fiscalia de l'Audiència Nacional s'havia oposat al fet que el tribunal es declarés competent per investigar què havia succeït, però després de rebre instruccions expresses del nou Fiscal General de l'Estat, Cándido Conde-Pumpido, ordenant que es recolzés la petició de les famílies de les víctimes, es va veure obligada a canviar de criteri. Finalment, el 15 de juliol de 2004, l'Audiència Nacional es va declarar competent per investigar les possibles responsabilitats penals en la contractació del vol, així com en les identificacions. En l'acte, d'onze pàgines, s'assegura que si s'haguessin desenvolupat labors de control i inspecció del vol potser s'hagués evitat la mort dels 62 espanyols, per això demana la jutgessa Teresa Palacios que investigui «l'inexplicable pla de vol, els defectes de funcionament de determinades prestacions essencials del Iak, com la caixa negra, transport conjunt de personal i càrrega sense mecanismes d'assegurament, el transport d'armes i explosius en el vol». També assegura que cal investigar l'irregular funcionament de la Comissió que investiga l'accident i conclouen que les «presumptes responsabilitats van derivar de l'absència o falta de seguiment de l'execució del contracte per part de Defensa, que podria integrar el delicte de comissió per omissió dels alts responsables denunciats d'aquest Ministeri, com a garants».
Fins al 20 de setembre de 2004 no van començar les diligències, 16 mesos després de l'accident. El primer que va fer la jutgessa va ser demanar diversos documents al Ministeri de Defensa i a Turquia. El 15 d'octubre de 2004 la jutgessa divideix, a petició del Fiscal, el procés en dos sumaris: d'una banda les diligències sobre els responsables de l'accident –ja existent- (366/2003), que es desglossen per crear unes altres diligències sobre la falsificació de les identificacions (295/2004).
El 16 de novembre de 2004 va declarar el primer testimoni en el cas, el General de Brigada Francisco Sánchez Borrallo, representant espanyol en la Recerca Internacional. Borrallo va dir que un dels factors determinants en l'accident havia estat l'acumulació d'hores per part de la tripulació a l'aeroport de Manas, en estar tancat en unes hores determinades i romandre a l'aeroport gairebé set hores d'espera. Va afirmar que això va afectar el seu cicle biorítmic i va avançar que s'investigava el canvi dels comandaments de l'avió als moments finals.
El 14 de desembre de 2004 es va citar al segon testimoni, el Coronel Joaquín Yáñez González -que acabaria imputat tres anys després-, que era qui controlava el contracte del Iak, al costat d'un altre comandant, tot i que solien delegar les seves funcions, segons va reconèixer, perquè hi hagués les 24 hores del dia un contacte disponible. Durant les dues hores que va durar la declaració va admetre que s'havia acceptat el Iàkovlev perquè no hi havia alternativa. Va dir que la seva funció no era inspeccionar els avions, i que se solien reunir periòdicament amb l'agència intermediària per la qual contractaven els avions exsoviètics.
El 22 de juny de 2005 declara finalment el testimoni presencial, el capità Fernando del Val, qui va dir que va avisar abans que arribés l'avió que l'aeroport tancava durant sis hores com era habitual. Aquesta desatenció va provocar un desfalc de sis hores i mitja a tot el passatge i la tripulació, que va enlairar-se molt més fatigada. També va dir que va veure a la tripulació en xancletes i bermudes, en un aspecte lamentable.
El 20 de juny de 2006, els advocats de l'Associació de famílies van sol·licitar que declaressin en qualitat de testimonis l'exministre de Defensa Federico Trillo, l'exsecretari General de Política de Defensa, Javier Jiménez-Ugarte, a més del general Ibarreta —exJEMACON—, general Luis Alejandre —exJEME—, el general Manuel Estellés —exJEMALEV—, un familiar, un militar que es va queixar dels avions russos, i el representant de la contractista Chapman Freeborn.
El 25 de novembre de 2006, el fiscal accepta realitzar totes les diligències sol·licitades, però Teresa Palacios no es pronuncia. Aquest mateix dia es va proposar la citació en qualitat de pèrit a un expert en accidents aeris i de l'exministre de Defensa, José Bono Martínez, i de familiars de les víctimes. El 5 de gener de 2007 el fiscal rebutja citar a l'exministre, però s'adhereix al fet que declari el pèrit.
La jutgessa Teresa Palacios no es pronuncia, ni després de les sol·licituds del Fiscal. La magistrat abandona el Jutjat el 19 de febrer de 2007, quan el substitueix el magistrat Fernando Grande-Marlaska. Ell tampoc es pronuncia sobre les diligències sol·licitades, malgrat que en gairebé tota la instrucció només havien declarat tres testimonis militars.

### 2007-2012: Jutge Fernando Grande-Marlaska. De 6 imputats a l'arxivament del cas
Finalment, l'1 de juny de 2007, el nou magistrat Fernando Grande-Marlaska arxiva per segona vegada el cas al no trobar indicis de delicte per imprudència de funcionaris de Defensa en contractar el Iak-42, i afirma que no tenien cap obligació concreta de verificar que l'aeronau es trobés en perfecte estat de manteniment (de fet, encara que tinguessin aquesta obligació, segons l'informe de l'Accident elaborat per la Direcció general d'Aviació Civil Turca l'aeronau estava perfectament, la tripulació qualificada i tenia tota la seva documentació en regla). Les víctimes van recórrer; la Fiscalia inicialment no ho va fer.
El 8 de gener de 2008 se celebra la vista d'apel·lació als recursos davant la Sala penal. El Fiscal en Cap de l'Audiència Nacional, desautoritzant al fiscal del cas i seguint instruccions del Fiscal General de l'Estat, Cándido Conde-Pumpido, canvia de criteri i demana reobrir el cas. Javier Zaragoza va utilitzar tres arguments per justificar la seva decisió. En primer lloc, la decisió del jutge és contradictòria amb l'ordre de juliol de 2004, que li va donar la pròpia Secció Quarta de la Sala penal, perquè investigués el sinistre. A més, va ratllar d'"incorrecte processalment" l'auto, que reconeix l'existència d'un delicte i, al mateix temps, ordena el sobreseïment lliure, en lloc de provisional, la qual cosa provocaria el tancament total, sense possibilitat de reobertura. El tercer és que es vulnera el dret a la tutela judicial efectiva al no acordar cap de les sol·licituds de les víctimes.
Des del principi s'ha retallat la recerca i s'han denegat diligències que eren necessàries per a l'esclariment dels fets, va al·legar. Demano una recerca amb profunditat i sense límits, per saber quines responsabilitats cal exigir i a quins nivells, va concloure el Fiscal Javier Zaragoza.
Va ser el 22 de gener de 2008 quan, per segona vegada, la Secció Quarta de l'Audiència Nacional corregeix a Marlaska i reobre la recerca sobre el Iak-42, al·legant que s'havia precipitat i no havia realitzat cap diligència de recerca, faltant a la tutela judicial efectiva. Va demanar investigar "les responsabilitats en què poguessin haver incorregut els presumptes responsables per omissió de la diligència i control deguts". A més d'ordenar la pràctica de les diligències demanades per les parts i el fiscal, l'auto destaca la necessitat que s'investigui judicialment el fet que "persones que poguessin resultar responsables" del Ministeri de Defensa tinguessin coneixement de les circumstàncies penoses "i en ocasions certament perilloses" en les quals viatjaven els militars "sense que tot i això es fes el necessari per disminuir el risc".
Només dies dies després, Marlaska va citar a una dotzena de testimonis per reimpulsar les diligències sol·licitades feia més d'un any per les famílies, entre uns els quals hi havia els exministres de Defensa Federico Trillo i José Bono.
Quan faltava poc per complir-se el cinquè aniversari de la tragèdia, el 20 de maig de 2008, Grande-Marlaska, imputa, a petició d'acusació i Fiscalia, per primera vegada en democràcia a l'ex Cap d'Estat Major de la Defensa –Cap de la cúpula militar-, Antonio Moreno Barberá, i altres quatre comandaments, acusats de 62 delictes d'homicidi per imprudència greu.
El 16 de juny de 2008, Marlaska internacionalitza el cas sol·licitant comissions rogatòries a més de 15 països, desenes de documents a diversos Ministeris, i cita a declarar a 51 testimonis, militars i civils.
El 23 de març de 2010, l'Audiència Nacional decideix no ampliar la llista d'imputats per l'accident, entre ells l'exministre al moment de la catàstrofe, Federico Trillo, i altres comandaments militars. "Resulta obvi que cap de les persones que pretenen ser imputades estan obligades ni per llei ni per contracte a evitar un accident aeri imprevisible, ni tampoc han creat el risc derivat de la utilització dels avions en qüestió", va dir la Sala.
El 29 de març de 2011, el jutge Grande-Marlaska va reactivar la recerca quan s'estva a punt de complir el vuitè aniversari de la tragèdia, i va imputar a un sisè militar per 62 homicidis imprudents. A petició de l'acusació i les famílies es va imputar al tinent coronel Abraham Ruiz López, enllaç de l'Estat Major Conjunt a l'agència NAMSA de l'OTAN entre els anys 2002 i 2003.
El 13 de gener de 2012, el fiscal Fernando Burgos sol·licita l'obertura de judici oral perquè concorren "indicis que defineixen la culpa o imprudència greu generadora de responsabilitat penal en relació amb les 62 morts produïdes,... que per acció o omissió hagin pogut influir en el sinistre", en particular, "en l'actuació de les autoritats espanyoles en relació amb l'organització, contractació, execució i vigilància, inspecció i supervisió del vol". Els informes pericials, afegeix, acrediten que l'avió "no reunia les condicions mínimes de seguretat". Es coneixien "les enormes deficiències i irregularitats que caracteritzaven els vols d'aquesta classe (el que feia previsible que el sinistre pogués succeir)", i això serveix per establir que concorren indicis d'una "imprudència greu". Les famílies van sol·licitar portar a judici als sis imputats.
El 2 de febrer de 2012, el jutge Fernando Grande-Marlaska arxiva el cas al no trobar ara culpa en els imputats i sí en els pilots. Segons va dir, “no van ser les circumstàncies relatives a l'estat i manteniment de l'aeronau les causes, directes ni indirectes, del sinistre”. Les famílies i la Fiscalia es van adherir a un recurs d'apel·lació davant això. Aquest fet es va produir només 21 dies abans que el magistrat deixés el Jutjat i fos nomenat pels vocals conservadors del CGPJ com a President de la Sala penal de l'Audiència Nacional.

### 2012-2014: Rebuig per reobrir el cas
El 17 de maig de 2012, la Secció Quarta de l'Audiència Nacional, presidida en la seva Sala penal pel mateix jutge que ho havia arxivat, no va acceptar els recursos de les famílies i de la Fiscalia i va confirmar el sobreseïment lliure de la tragèdia. Va dir "ni han creat el risc -entenent per tal la gestió realitzada a l'efecte de donar compliment de les obligacions internacionals assumides per Espanya (...) en el marc de l'OTAN- ni ho han agreujat, limitant-se a complir, una vegada més, amb la missió encomanada", referint-se als imputats.
El 19 de febrer de 2013, el Tribunal Constitucional va rebutjar el recurs de les famílies per infracció de llei per reobrir la tragèdia. Va dir que hi havia "la manifesta inexistència" de la violació d'un dret fonamental tutelable.
Finalment, el 3 de desembre de 2014, el Tribunal Europeu de Drets Humans no va acceptar la demanda de les famílies contra Espanya perquè es condemnés per negar-se a jutjar una tragèdia amb sis imputats que sol·licitava fins i tot el Ministeri Públic. Amb aquesta sentència es va tancar definitivament la possibilitat de jutjar als imputats de no evitar la tragèdia, com va ser defensat per diversos jutges o fiscals durant la instrucció del cas.

## Procediment 127/04 al Jutjat de Primera Instància de Saragossa

### El procés
| Denúncia            | Instrucció 1 | Judici 1            | Sentència 1          | Sentència 2          | Instrucció 2        | Judici 2            | Sentència 3        | Sentència 4            | Sentència 5            |
| ------------------- | ------------ | ------------------- | -------------------- | -------------------- | ------------------- | ------------------- | ------------------ | ---------------------- | ---------------------- |
| 2 de febrer de 2004 | 2 anys       | 24 de gener de 2006 | 10 de febrer de 2006 | 16 d'octubre de 2007 | 2 anys i tres mesos | 1 de febrer de 2010 | 12 de març de 2010 | 25 de novembre de 2010 | 13 de novembre de 2012 |

### 2004-2005: Procés Civil per responsabilitat en l'accident de l'avió
El 2 de febrer de 2004 es va presentar als jutjats civils de Saragossa, per ser el lloc de destinació del vol, una demanda civil contra la companyia propietària de l'avió Iak-42 sinistrat, Ucranian Mediterranean Airlines (UM Air), que va recaure en el Jutjat de Primera Instància Nº 2, dirigit per Ángel Dolado Pérez. Es presentava en nom de dotze famílies i reclamava un total de 12,5 milions d'euros, dividida aquesta quantitat de forma ponderada en cada família. Es basava en un informe pericial de l'expert aeronàutic, Orlando Jiménez Forero, que va examinar amb detall la caixa negra FDR i les converses amb la torre de control de Trabzon. La denúncia va ser admesa a tràmit.
El 27 de desembre de 2004 es va presentar una nova demanda. Aquesta, en la qual participaven totes les famílies, reclamava a l'empresa majorista de l'avió, Chapman Freedom, encarregada de contractar l'avió les mateixes quanties que a UM Air, per la qual cosa es van unir totes en una mateixa causa. A més, algunes famílies, pel seu compte i a nivell individual, van demandar a l'asseguradora ucraïnesa del vol, Busin Joint Stocik, la qual cosa va provocar una sèrie de retards a l'hora del judici.

### 2006: Primer judici civil i sentència
El primer judici per l'accident va tenir lloc els dies 24 i 25 de gener de 2006. En la primera sessió del dia 24, tres militars van comparèixer com a testimonis i van assegurar que els morts viatjaven sense bitllets. El conveni de Varsòvia, que regula el transport aeri, estableix les limitacions d'indemnització en cas d'accident en 130.000 euros, tret que hi hagi negligència de la tripulació i la companyia o que els passatgers viatgin sense bitllets, ja que en aquest cas la responsabilitat seria il·limitada.
En l'última sessió, els advocats de les famílies van considerar que en el judici havia quedat acreditada la responsabilitat de les companyies en l'accident. Van ressaltar, especialment, les conclusions del pèrit Orlando Jiménez Forero, pilot comercial i investigador de 350 accidents, que va assegurar que el sinistre va ser conseqüència d'un cúmul d'errors d'una tripulació fatigada i sense qualificar de la companyia Um Air, que "en cap cas hagués resistit" una auditoria de seguretat aèria.
Un dels advocats de les famílies, Carlos Villacorta, va posar l'accent en què Um Air "havia de saber que les seves polítiques eren suïcides", tant per als passatgers com per a la tripulació, en indicar que la torre de control no havia tingut cap relació amb l'inici de la cadena d'errors que va motivar l'accident.
El 10 de febrer de 2006 es va conèixer la primera sentència per l'accident en la qual s'estimaven parcialment les demandes de les famílies. Els més de nou milions d'euros que haurien de pagar les citades empreses estaven molt lluny dels 60 que van demanar les famílies. D'aquesta manera, tenint en compte el barem de la Llei 30/95 per a accidents de trànsit, el jutjat va establir "que els perjudicats de cada víctima, amb independència dels seus components, cobrin com a mínim la suma de 130.000 euros”.
Segons la sentència, i basant-se en l'informe de la Comissió de Recerca de Turquia i en l'informe pericial d'un dels pèrits que van atestar en el judici, el pilot i investigador d'accidents aeris Orlando Jiménez, l'enginyer de vol tenia caducat el seu certificat professional i mèdic, i el registrador de veu de la cabina de pilotatge no tenia dades i va estar inoperativo durant els 45 dies anteriors a l'accident. Amb tot això, el jutge Dolado va qualificar de "il·legal" el vol del Iàkovlev.

### 2007-2009: Segon Procés Civil per responsabilitat en l'accident de l'avió
Les famílies van recórrer en primera instància a l'Audiència Provincial de Saragossa, on també van recórrer les companyies condemnades. El 16 d'octubre de 2007, l'Audiència, en la vista de recursos, va ordenar que el cas tornés al Jutjat d'Instrucció i es repetís el judici civil. L'auto de 56 folis de la Secció Quarta de l'Audiència Provincial de Saragossa constitueix una desautorització de la tasca del titular del Jutjat de Primera Instància núm. 2 de la mateixa ciutat.
El problema fou que es va comunicar formalment a la companyia intermediària, Chapman Freeborn, a través de la seva filial espanyola. Aquesta no va comparèixer al judici i fins i tot va ser declarada en rebel·lia per no anar-hi, però l'Audiència va considerar que hauria hagut de dirigir-se al domicili central de l'empresa, a Frankfurt (Alemanya), ja que tot i compartir el mateix nom i pàgina web, l'espanyola és una altra companyia.
"No és que es practiqués de manera incorrecta, sinó que en realitat no ha existit emplaçament de la societat alemanya", va argumentar la sala. Per això es va haver de tornar a citar a l'empresa correctament, en el període d'instrucció i tornar a celebrar el judici. Les indemnització a les famílies van quedar sense efecte.
El 29 de febrer de 2008, l'Audiència va tornar a recolzar a Chapman, va acceptar la recusació contra el jutge Ángel Dolado i el va apartar del cas per falta de “parcialitat”.
El 19 de novembre de 2008, sis dies abans de començar el segon judici, la jutge Amalia Sanz el suspèn després de la sol·licitud de Chapman en què al·legava que no havien arribat les comissions rogatorias sol·licitades. Això va prorrogar el cas altres 15 mesos.

### 2010-2014: Segon judici civil i sentència
El tercer judici per l'accident, i segon civil, va tenir lloc els dies 1, 2, 3 i 4 de febrer de 2010. En la primera sessió, Russi Batliwala, representant de l'empresa contractista Chapman Freeborn, responsable del vol, no es va presentar. L'advocat de la contractista va dir que desconeixia les causes de l'absència. També van prestar testimoniatge el cap primer de l'Exèrcit de Terra Sergio Manzanos i el tinent en la reserva Fermín Pérez. Manzanos va negar que hagués rebut cap bitllet al vol que va realitzar en aquest aparell en el viatge d'anada cap a Afganistan i va dir no tenir constància que cap company hagués algun document. Fermín Pérez va afirmar, per la seva banda, que «cap comandament militar dirigia el vol d'anada a Kabul del Iàkovlev 42» en el qual va viatjar.
El judici va quedar vist per a sentència el 4 de febrer de 2010. En les seves conclusions finals, els advocats de les famílies van sol·licitar 63 milions d'euros en concepte d'indemnitzacions a la companyia Ukranian Mediterranean Airlines (UM Air), a la contractista del vol Chapman Freeborn i al seu reaseguradora Busin Joint-Estoc Insurance que, a través dels seus representants, van reclamar l'exoneració de la seva responsabilitat.
El 12 de març de 2010, el Jutjat d'Instrucció núm. 2 de Saragossa va condemnar les tres companyies al pagament de 6.125.500 euros d'indemnització per a les famílies. Això suposava 4 milions d'euros menys del dictat en el primer judici. La sentència va fixar les quantitats en 60.000 euros per a cada vídua; 30.000 per a cada orfe; 8.500 per a cadascun dels pares (encara que aquesta xifra s'elevava a 30.000 quan no hi ha vídua) i 3.000 per germà. Aquesta última quantitat, encara que simbòlica, reconeix per primera vegada el dret dels germans a indemnització.
L'"actuació temerària" de la tripulació, que va realitzar maniobres "greument negligents", va ser la causa de l'accident segons la jutgessa María Teresa Real. Va titllar el vol d'il·legal en entendre que la caixa negra denominada CVR, on queden registrades les converses en la cabina, no funcionava des de 45 dies abans del sinistre. "Aquest element evidentment no influeix en l'accident, però si no estava operatiu no es podia desenganxar, com ens han aclarit els perits que van deposar en el judici", va afegir la jutge. Les empreses, no les famílies, van recórrer la sentència.
Finalment, el 25 de novembre de 2010, quan es complien els 7 anys i mig de l'accident, l'Audiència de Saragossa va confirmar en tots els seus extrems la sentència de primera instància que al març passat havia condemnat a les companyies UM Air, Chapman Freeborn i Bussin Joint a indemnitzar amb 6,1 milions d'euros als 59 familiars dels militars espanyols que van morir en l'accident aeri -que van anar els demandants-. Va dir "resulta amb meridiana claredat que la tripulació va incórrer en greus errors en el pilotatge". Malgrat això, les empreses condemnades van recórrer al Tribunal Suprem, que va confirmar la condemna el 13 de novembre de 2012. El mateix va passar amb el Tribunal Constitucional el 15 d'abril de 2013, que ni tan sols va admetre el seu recurs.
Finalment, el 25 de novembre de 2010, quan es complien els 7 anys i mig de l'accident, l'Audiència de Saragossa va confirmar en tots els seus extrems la sentència de primera instància que al març passat havia condemnat a les companyies UM Air, Chapman Freeborn i Bussin Joint a indemnitzar amb 6,1 milions d'euros als 59 familiars dels militars espanyols que van morir en l'accident aeri -que van anar els demandants-. Va dir "resulta amb meridiana claredat que la tripulació va incórrer en greus errors en el pilotatge". Malgrat això, les empreses condemnades van recórrer al Tribunal Suprem, que va confirmar la condemna el 13 de novembre de 2012. El mateix va passar amb el Tribunal Constitucional el nar els advocats de les famílies a executar la sentència contra Chapman Freeborn. Es van estimar les peticions de les víctimes per a ser indemnitzades. El cas es va tancar a Alemanya el maig de 2014, on van haver d'anar els advocats de les famílies a executar la sentència contra Chapman Freeborn. Es van estimar les peticions de les víctimes per a ser indemnitzades.

## Procediment 295/04 a l'Audiència Nacional

### El procés
| Denúncia | Arxiu 1  | Reobertura 1 | Imputats   | Instrucció 1     | Arxiu 2  | Reobertura 2 | Instrucció 2 | Judici   | Sentència 1 | Sentència 2 |
| -------- | -------- | ------------ | ---------- | ---------------- | -------- | ------------ | ------------ | -------- | ----------- | ----------- |
| 05/03/04 | 31/03/04 | 15/07/2004   | 11/11/2004 | 3 anys i 4 mesos | 22/11/07 | 29/04/08     | 11 mesos     | 23/03/09 | 19/05/09    | 17/03/10    |

### Imputats
| Càrrec             | Nom                         | Lloc                                               | Naixement  | Data imputació         | Processament        | Delicte                   | Condemna |
| ------------------ | --------------------------- | -------------------------------------------------- | ---------- | ---------------------- | ------------------- | ------------------------- | -------- |
| General de Divisió | Vicente Carlos Navarro Ruiz | Cap de la Inspecció General de Sanitat             | 1941-†2010 | 10 de novembre de 2004 | 8 de juliol de 2008 | Falsedat document oficial | 3 anys   |
| Tinent General     | José Antonio Beltrán Donya  | Sotsdirector General de Cooperació i Defensa Civil | 1941       | 10 de novembre de 2004 | No processat        | Falsedat document oficial | Absolt   |
| Comandant          | José Ramón Ramírez García   | Hospital Gómez Ulla                                | 1962       | 10 de novembre de 2004 | 8 de juliol de 2008 | Falsedat document oficial | 1,5 anys |
| Comandant          | Miguel Ángel Sáez García    | Hospital Gómez Ulla                                | 1965       | 10 de novembre de 2004 | 8 de juliol de 2008 | Falsedat document oficial | 1,5 anys |

### 2004-2008: Procés penal per falsedat en la identificació de víctimes
El 5 de març de 2004, les famílies es van querellar contra els dos generals que van realitzar les identificacions per prevaricació i falsedat documental. La seva principal prova era el “Protocol d'Examen de Cadàvers, Autòpsia i identificació”, que van redactar els turcs i van signar aquests generals, on es deia que tres hores abans de la repatriació hi havia trenta cadàvers sense identificar. Se'ls acusava d'ocultar que trenta dels seixanta-dos militars van arribar a Espanya sense identificar.
El 31 de març de 2004, Palacios va acabar rebutjant la denúncia, va usar els mateixos arguments que en ocasions anteriors, i va adduir que no van signar documents a l'estranger sobre la identificació dels espanyols.
Finalment, el 15 de juliol de 2004, l'Audiència Nacional es declara competent per investigar les possibles responsabilitats penals en la contractació del vol així com en les identificacions, en un auto d'onze pàgines que fins a aquell moment tots dos casos anaven associats.
El 15 d'octubre de 2004, la jutge decideix dividir el procés en dos sumaris. El desglossament va correspondre a les diligències sobre els responsables de l'accident –ja existent- (366/2003), i va crear un nou sumari sobre el falsejament d'identificacions (295/2004).
Però no va ser fins al 10 de novembre de 2004, a instàncies del fiscal Burgos, que seguia instruccions del Fiscal General de l'Estat, Cándido Conde-Pumpido, perquè s'extremessin les mesures tendents a donar satisfacció als familiars de les víctimes de l'accident en la identificació dels militars morts, la jutge va demanar que s'exhumessin els 30 militars mal identificats i que se'ls realitzessin les proves per comprovar la seva correcta identificació, reunint tots els cossos al cementiri madrileny de l'Almudena. També va citar com imputats al Tinent General José Antonio Beltrán, al General de Divisió Vicente Carlos Navarro Ruiz; i al Comandant José Ramón Ramírez García, i al Capità Miguel Ángel Sáez García. Es demana també citar com a testimoni al Comandant Alberto Ruiz de los Paños, que va participar com a assessor dels tràmits legals per a la repatriació dels cossos. Va sol·lictar, de la mateixa manera, nova documentació a Turquia i a Defensa la que faltava o estava incompleta.
El 22 de novembre de 2004, van començar les exhumacions per tot Espanya dels 21 militars mal identificats. 9 havien estat incinerats per famílies errònies.
L'11 de gener de 2005 els forenses de l'Audiència acabaven d'identificar els cossos. L'informe va revelar noves irregularitats. Per exemple, només s'havia trobat una aliança en els taüts quan en l'acta turca es reflectien anells, DNI, carteres... També es dedueix a partir del document que un taüt guardava restes de tres militars en cinc bosses diferents, així com que es va confondre la identitat a un militar de vestit verd de l'Exèrcit de Terra amb un altre de vestit blau de l'Exèrcit de l'Aire, es va confondre a un militar de raça negra amb un blanc, es van atribuir botes de diferent nombre a un mateix militar... tots aquests signes evidents demostren que realment no es van realitzar identificacions, sinó un repartiment proporcional.
El 10 de març de 2005, revocant part de l'arxiu inicial, la jutge va citar a declarar a la causa de les identificacions al Tinent Coronel José Antonio de la Vall Garrido, que va dir que l'havien enviat per a descriure el sinistre però que no va sortir del dipòsit de cadàvers i no va poder anar al lloc de l'impacte, per la qual cosa va anar a Turquia “a no fer res”.
El 31 de març de 2005, Palacios va revocar de nou una altra part del seu propi arxiu i va acceptar que declaressin com a testimonis dos infermers militars que acompanyaven els imputats. Aquests van dir que només van portar “guants i bates” per identificar els morts. Els dos capitans ATS, Antonio González i Couceiro, van contradir a Navarro perquè van dir que els turcs no van posar problemes. A més, van dir que en cap moment van veure al General de Divisió, Vicente C. Navarro Ruiz, anotar dades per a les identificacions ni portar des d'Espanya fotos dels morts.
El 23 de maig de 2006 se cita en la causa al Cònsol d'Espanya a Turquia, Ramiro Ezquerra, que va ser el primer civil que va declarar en el cas. La seva compareixença s'havia sol·licitat 18 mesos abans. Aquest va ser l'últim testimoni del cas.
El 8 de novembre de 2007, el fiscal Fernando Burgos va enviar un escrit al jutge en el qual acusava de falsedat a tres imputats que van intercanviar les identitats de víctimes Iak-42, i demanava portar-los a judici oral. S'excloïa de l'acusació al General Beltrán, el quart imputat.
El 22 de novembre de 2007 s'arxiva per segona vegada el cas ja que Marlaska assegurava no haber trobat delicte en els documents, tot i qualificar de "greu i imprudent" l'actuació dels sanitaris. L'acusació i Fiscalia van recórrer la decisió.
El 29 d'abril de 2008, la Secció Tercera de l'Audiència Nacional torna a corregir a Marlaska i li ordena reobrir el cas i celebrar judici oral contra tres militars imputats. S'arxiva el procés contra el General Beltrán.
Finalment, el 7 de juliol de 2008, Marlaska va dictar l'auto d'obertura d'un judici oral i va processar als tres militars per falsedat documental. Les famílies van demanar 6 anys de presó per a cadascun dels militars. La Fiscalia demanava 5 anys per al General de Divisió Vicente C. Navarro Ruiz i 4,5 als seus dos subordinats.

### 2009-2012: Judici penal, sentència ferma i indult
Durant el judici van declarar 26 testimonis (entre ells 10 alts comandaments militars, vuit familiars de les víctimes, i els dos forenses turcs que van participar en les identificacions), 13 pèrits i els tres imputats. La vista es va desenvolupar en nou sessions. Cal recordar que durant la instrucció només havien declarat per aquest cas cinc testimonis.
El 23 de març de 2009 comença a l'Audiència Nacional el judici penal contra els tres militars acusats de falsificar les 30 identificacions, presidit pel jutge Javier Gómez Bermúdez.
El 21 d'abril de 2009 acaba la vista oral i es dicta el vist per a sentència, després de nou sessions de tens judici.
Finalment, el 19 de maig de 2009, la Secció Primera de l'Audiència Nacional condemna a un total de 6 anys als tres militars acusats per falsedat documental:
- General de Divisió Vicente Carlos Navarro Ruiz (3 anys).
- Comandant José Ramón Ramírez García (un any i sis mesos).
- Comandant Miguel Ángel Sáez García (un any i sis mesos).

La Fiscalia havia sol·licitat un total de 14 anys, cinc per al General de Divisió Vicente Carlos Navarro Ruiz i quatre i mig per als comandants.
Després de la sentència, Federico Trillo, exministre de Defensa al moment, va dir: Respecto la sentència, però no la comparteixo.
El 17 de març de 2010 acaba, després de 6 anys d'investigació judicial, el cas de les falses identificacions amb la sentència del Tribunal Suprem que va confirmar les penes de presó als tres condemnats.
No obstant això, la malaltia del General de Divisió Vicente Carlos Navarro Ruiz va evitar la seva entrada a la presó, suspenent la seva pena just el dia del setè aniversari de l'accident. Va morir als 17 dies d'aquest acte, el 12 de juny de 2010.
Amb l'arribada del nou Govern d'Espanya sorgit de les eleccions celebrades l'any 2011, el nou ministre de Justícia Alberto Ruiz-Gallardón, amb el suport de tot el Consell de Ministres del 20 d'abril de 2012, indulta als comandants José Ramón Ramírez García i Miguel Ángel Saéz García perquè poguessin seguir exercint com a militars i amb funcions públiques. Les famílies van protestar durament per aquest fet.

## Cinema, televisió, literatura i teatre

### Cinema
- Yak-42. ¡Hay motivo!, de Manuel Gómez Pereira. 2004. (4 min)
- Yak-42, de Tania Estévez. Gestevisión Telecinco S.A., i Iberrota Films. 2005. (85 min). Emesa a Telecinco, el 31 de maig de 2005, vist per 2.064.000 telespectadors (26.7 % d'audiència).

### Televisió
- Españoles por la paz, de RTVE, emès el dia de la tragèdia 26 de maig de 2003. Vist per 4.494.000 telespectadors (25% d'audiència).
- Funeral pels militars morts a Turquia, de RTVE, emès el dia del Funeral d'Estat, el 28 de maig de 2003. Vist per 2.539.000 telespectadors (36.1% d'audiència).
- Informe Setmanal:
- # Tragedia en el Ejército, 31 de maig de 2003, amb motiu de l'accident.
- # Yak-42. Un aniversario para la verdad, 29 de maig de 2004, amb motiu del primer aniversari.
- # Yak-42, las heridas de la tragedia, 10 de juliol de 2004, després de confirmar-se l'escàndol de les falses identificacions.
- # La otra historia del Yak-42, 28 de juny de 2008, amb motiu del cinquè aniversari.
- # Seis años en la niebla, 25 d'abril de 2009, amb motiu del judici penal per les falses identificacions.
- La infame mentida del Yak-42, del Grup Prisa S.A. Cuatro Televisión, emès el 3 d'abril de 2009. Vist per 1.004.000 telespectadors (10.8% percentatge d'audiència).

### Literatura
- Yak-42. Honor y verdad: crónica de una catástrofe, de Ramón Javier Camp, PENINSULA 2004.
- Yak-42. A sus órdenes, ministro, de Mariela Rubio Jiménez, FOCA 2006.
- Él que fue mi hermano (Yakolev), de José Ramón Fernández, Teatre de la Drassana 2008.
- La bolsa nº 42 y los cadáveres nº 26 y 36 (1) El vuelo del Yakovlev, d'E. Ortiz Gall, Ed. Bubok 2013.
- La bolsa nº 42 y los cadáveres nº 26 y 36 (2) Cotejo de verdades, d'E. Ortiz Gall, Ed. Bubok 2017.

### Teatre
- YAK42 No te reconozco, una creació de Cristina Aniorte i Rubén Pleguezuelos de SOMNIS TEATRE. Estrenada a Saragossa el 26 de maig de 2013 en Commemoració del X Aniversari, i en l'actualitat segueix representant-se en diferents llocs d'Espanya.

## Reconeixements i homenatges

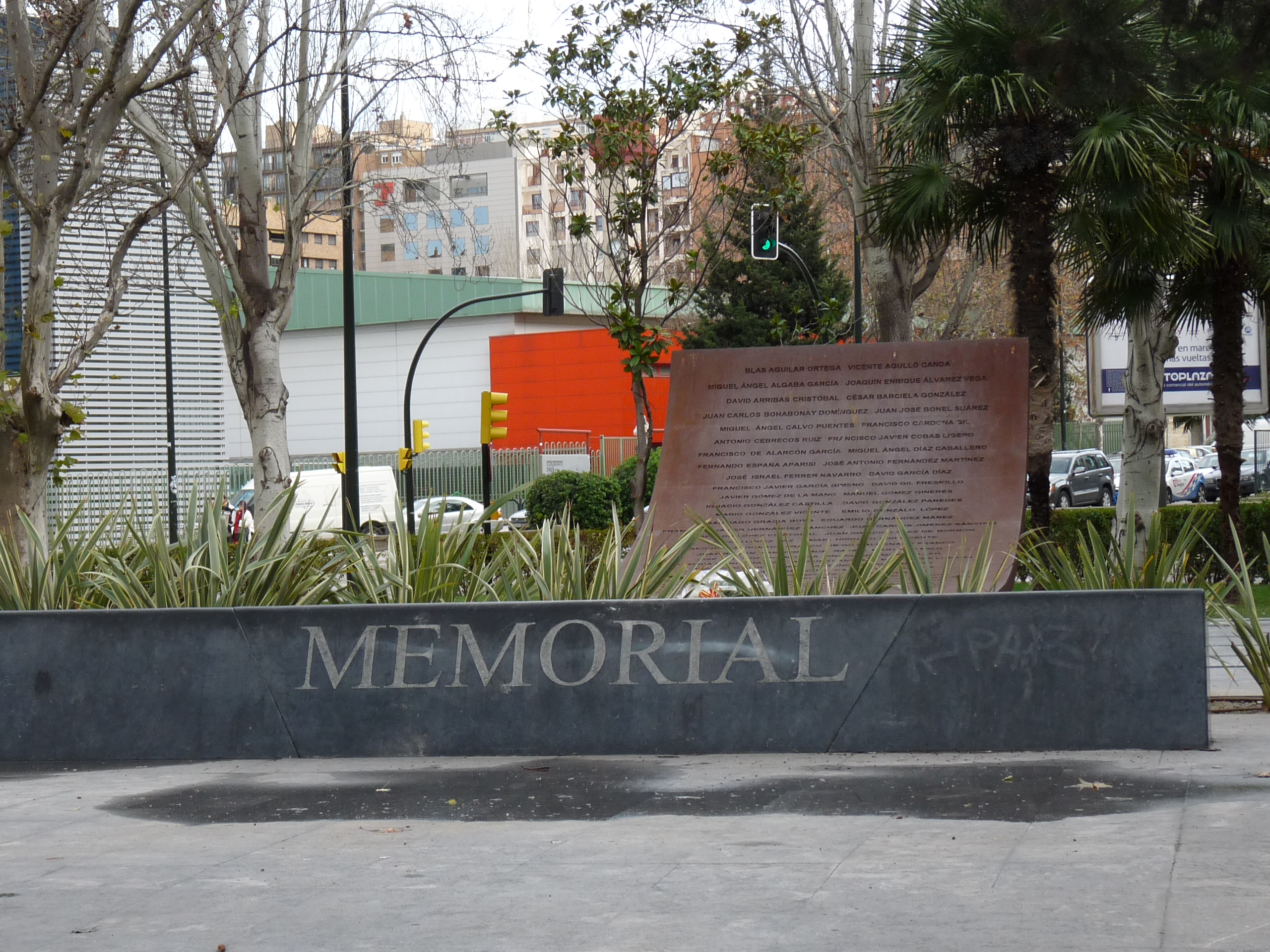
Monument a les víctimes del Iak 42 a Saragossa.

El 17 d'abril de 2007 es va inaugurar el primer monument aixecat a Espanya en honor de les 62 víctimes. Es tracta d'un monument situat al Passeig de la Constitució de Saragossa i és obra de l'arquitecte José Manuel Pérez Latorre.
L'Ajuntament de Saragossa va dedicar set carrers als militars espanyols morts que procedien de la ciutat. Els carrers estan situats als antics terrenys de la Caserna de Sant Lamberto i proximitats. Els militars homenatjats són els següents: José María Muñoz Damián, Santiago Gracia Royo, Ismael Hipòlit Lor Vicente, Alberto Antonio Mustienes Luesma, Sergio López Saz, David González Parets, Carlos Oriz García.